# 愛のおとずれ
「愛のおとずれ」（原題：I Knew You Were Waiting (For Me)）は、アメリカ合衆国の歌手アレサ・フランクリンが、イギリスの歌手ジョージ・マイケルとのデュエット・ソングとして1986年に発表した楽曲。クライミー・フィッシャーのサイモン・クライミーと、デニス・モーガンの2人が、フランクリンのアルバム『ジャンピン・ジャック・フラッシュ』（1986年）のために書き下ろした曲の一つで、1987年にはシングル・カットされた。

## 反響
アメリカではBillboard Hot 100で1位を獲得し、『ビルボード』のアダルト・コンテンポラリー・チャートで2位、R&B／ヒップホップ・チャートでは5位を記録した。フランクリンがBillboard Hot 100で1位を獲得するのは、「リスペクト」以来20年振りのことであった。フランクリンとマイケルは、この曲でグラミー賞最優秀R&Bパフォーマンス賞（デュオまたはグループ）を受賞した。
また、本作は全英シングルチャートでも1位を獲得。フランクリンにとっては初の1位獲得で、マイケルにとってはソロ名義では3度目の1位獲得となった。オランダのシングル・チャートでは2週連続で1位となり、フランクリンにとって「スパニッシュ・ハーレム」（1971年）以来の1位獲得を果たした。

## 収録曲
7インチ・シングル
1. I Knew You Were Waiting (For Me)
2. I Knew You Were Waiting (For Me) (Instrumental)

アメリカ盤12インチ・シングル
1. I Knew You Were Waiting (For Me) (Edited Remix)
2. I Knew You Were Waiting (For Me) (Percappella)
3. I Knew You Were Waiting (For Me) (Album Version)
4. I Knew You Were Waiting (For Me) (Extended Remix)

1. 2. 4.のリミックスはスティーヴ・トンプソンとマーケル・バービエロによる。

## カヴァー
- シャドウズ - アルバム『Simply Shadows』（1987年）に収録[14]。
- マイケル・マクドナルド - カヴァー・アルバム『Soul Speak』（2008年）に収録[15]。